# Agrilus salviaphilos
Agrilus salviaphilos es una especie de escarabajo joya del género Agrilus, familia Buprestidae, orden Coleoptera.
Fue descrita por primera vez por Manley en 1979.
Se distribuye por América del Norte, en Estados Unidos, en el estado de Texas.